# سربییگو د لا کروس
سربییگو د لا کروس (به اسپانیایی: Cervillego de la Cruz) یک شهرستان در اسپانیا است که در استان وایادولید واقع شده‌است.